# توسان شاربونو

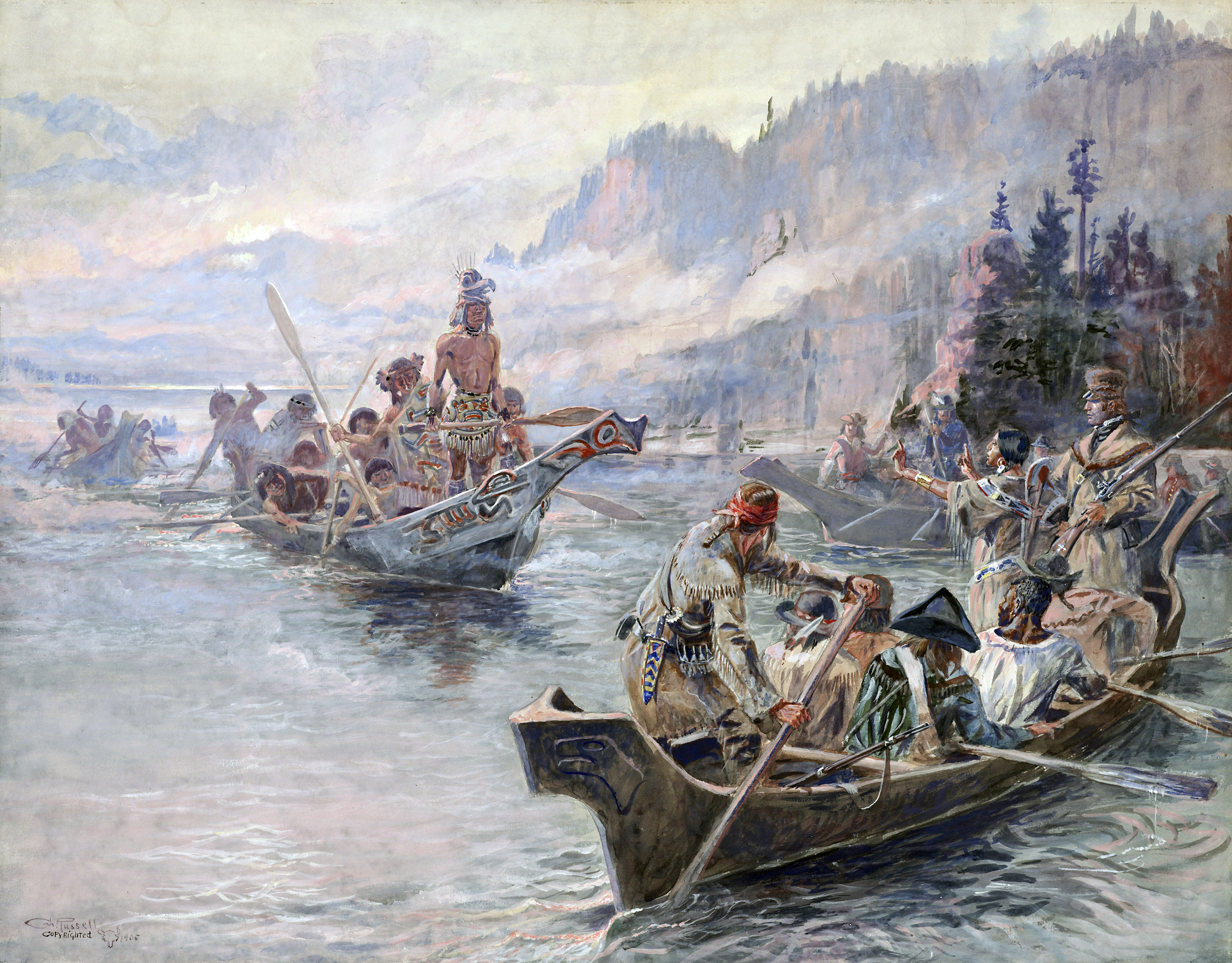
لويس و كلارك في نهر شارل ماريسون روسو

ولد في بوشيرفيل (كيبيك)، وهو ابن جان باتيست شاربونو ومارغريت دينيو - توسان شاربونو (ولد 12 أغسطس 1843 توفي في 20 مارس 1767).
لعب دورا في حملة حملة لويس وكلارك الكبيرة التي قادها كلا من ميريويذر لويس و ووليم كلارك
كان زوج ساكاجاويا التي إصطحبها معه في الحملة و التي كانت المترجم و الدليل الأساسي لهم أنجب منها جان باتيست شاربونو
ويصفه كلارك بانه رجل جبان. متعدد الزوجات، وقال انه كان عنيفا تجاه زوجاته الهنديات، في عام 1814، مارس تجارة العبيد الهنود، مع صديقه إدوارد روز، و كانو يشترون شراء النساء في قرية شوشوني لبيعهن للصيادين في ميسوري العليا مع أرباح كبيرة.